# Nový Jáchymov
Nový Jáchymov település Csehországban, a Berouni járásban. Nový Jáchymov Roztoky, Nižbor, Otročiněves és Hudlice településekkel határos. Lakosainak száma 749 fő (2024. január 1.).

## Népesség
A település lakosságának változását az alábbi diagram mutatja:
| Lakosok száma | 774  | 443  | 502  | 382  | 566  | 526  | 653  | 696  | 727  | 749  |
|               | 1869 | 1890 | 1921 | 1950 | 1980 | 2001 | 2017 | 2019 | 2022 | 2024 |